# 角卷綿芽
角卷綿芽（日语：／ Tsunomaki Watame、6月6日—）是一位主要在YouTube活動的日本虛擬YouTuber、虚拟偶像。從屬於事務所hololive production，为Hololive四期生，「holoForce」的成員之一。

## 角色概述

### 角色設定
|  | 一隻身兼吟遊詩人、悠閒地環遊各地的綿羊。很喜歡唱歌。軟綿綿。總之就是很軟綿綿。因為是食草動物所以很喜歡吃洋芋片。 |

### 粉絲相關
粉絲名稱為「 Wata-mate」，頻道會員名稱為「 Member Sheep」。

### 製作人員
角色形象設計由插畫師負責。而Live2D模型則由製作，3D模型則由由治製作。

### 活動相關
與角色設定相符地，角卷在出道後非常注重歌唱活動，曾持續投稿歌唱節目「綿芽之聲」1年又4個月，亦曾在線上發行原創迷你專輯，積極地開展著歌唱事業。
其遊戲實況直播亦相當受歡迎，根據日本數據分析網站配信技研在2020年7月的調查結果，在全日本遊戲實況主收視榜中，角卷名列第17位。在配信技研之後的多個月份的調查中，角卷又多次進入該榜前20位。
夢想是在武道館舉辦演唱會。

## 經歷
2019年
- 12月29日，於YouTube進行首次直播並出道，為hololive四期生中的第3位。

2020年
- 3月8日，解鎖YouTube頻道會員功能。
- 7月12日，進行公佈3D模型直播。
- 10月26日，YouTube頻道訂閱者數突破50萬人。

2021年
- 1月1日，進行正月服裝公佈直播。
- 7月17日，YouTube頻道訂閱者數突破100萬人。

## 出演

### 電視節目
- 超人女子戰士 Gariben Girl V（日语：超人女子戦士 ガリベンガーV）（2020年2月11日，朝日電視台）[25]
- 鬧鐘電視（2021年3月31日、富士電視台）鬧鐘猜拳欄目[26][27]

### 遊戲
- 魔界戰記6（角卷綿芽）DLC角色[28]

### 演唱會、活動
- hololive 2nd fes.Beyond the Stage Supported By Bushiroad STAGE2（2020年12月22日，Niconico直播、SPWN）[29]
- VARK Presents. hololive Virtual LIVE series in VARKCinderella switch vol.3（2020年11月28日，VARK）[30]
- V-Carnival（2021年4月4日）[31][32]
- 1st Live「 Night Fever!! in Zepp Tokyo」Supported by Bushiroad（2021年10月12日，Zepp Tokyo、SPWN）[33]

### 商業搭配
- （2021年）聯動活動[34]
- TAITO ONLINE CRANE（2021年9月10日）限定聯動周邊景品[35]

#### 樂曲聯動
- D4DJ Groovy Mix（2021年）實裝樂曲《Everlasting Soul》[36]

## 音樂作品

### 未發行樂曲
| 公佈日期 | 樂曲名稱 | 備註                     |
| -------- | -------- | ------------------------ |
| －       |          | 以「」名義發佈的原創樂曲 |

### 參與作品

#### 單曲
| 發售日期      | 樂曲名稱 | 演唱者                                           | 規格產品編號 |
| ------------- | -------- | ------------------------------------------------ | ------------ |
| 2021年6月25日 |          | 天音彼方、桐生可可、角卷綿芽、常暗永遠、姬森璐娜 | CVRD-049     |

#### 專輯
| 發售日期                      | 專輯名稱          | 樂曲名稱 | 演唱者                                         | 發行方式         | 規格產品編號 |
| ----------------------------- | ----------------- | -------- | ---------------------------------------------- | ---------------- | ------------ |
| 2020年10月24日 2020年12月23日 | IMAGINATION vol.3 | 戀愛花蕾 | 角卷綿芽                                       | 數碼音樂下載、CD | QECR-91003   |
| 2020年10月24日 2020年12月23日 | IMAGINATION vol.3 | 跑吧！   | 、角卷綿芽                                     | 數碼音樂下載、CD | QECR-91003   |
| 2020年10月24日 2020年12月23日 | IMAGINATION vol.3 | 大聲鑽石 | 犬山玉姬、鈴鹿詩子、鈴原露露、夏色祭、角卷綿芽 | 數碼音樂下載、CD | QECR-91003   |

## 外部連結
- hololive官方網站中的角卷綿芽個人頁面（日語）
- YouTube上的角卷綿芽頻道
- 角卷綿芽的X（前Twitter）